# Gizdova
Gizdova (grčki: Λίμνη Γκιστόβα), je alpsko jezero na granici Grčke i Albanije. To je najviše jezero u Grčkoj. Nalazi se na nadmorskoj visini od oko 2,350 m, na planini Gramos. Najbliže selo je Gramos u Grčkoj. Posljednjih godina jezero je putem društvenih mreža i web stranica zaokupilo više pozornosti i sve više ljudi ga posjećuje.